# Kneaje, Sneatîn
Kneaje (în ucraineană Княже) este localitatea de reședință a comunei Kneaje din raionul Sneatîn, regiunea Ivano-Frankivsk, Ucraina.

## Demografie
Componența lingvistică a localității Kneaje
     Ucraineană (99,73%)
     Alte limbi (0,27%)
Conform recensământului din 2001, majoritatea populației localității Kneaje era vorbitoare de ucraineană (99,73%), existând în minoritate și vorbitori de alte limbi.